# Motore di vita
Motore di vita è il nono album da solista di Mario Venuti, pubblicato nel 2017 .

## Il disco
Il disco è stato pubblicato su etichetta Puntoeacapo. Le registrazioni sono state effettuate a Catania. Prodotto dallo stesso Mario Venuti in collaborazione con il cantautore siciliano Sebastiano Barbagallo, in arte Seba. Da questo album sono stati estratti i singoli Caduto dalle stelle e Tutto questo mare, entrambi scritti in collaborazione con Giuseppe Rinaldi, in arte Kaballà. Per entrambi i singoli sono stati realizzati dei videoclip promozionali.
L'album contiene anche il brano Non è peccato, originariamente scritto da Mario Venuti per Syria .

## Tracce
1. Conservare in luogo fresco – 3:52
2. Caduto dalle stelle – 3:19 (testo: Venuti, Kaballà – musica: Venuti)
3. La prima volta – 3:45
4. Lasciati amare – 3:33
5. Motore di vita – 3:38
6. Spirito del mondo – 3:09
7. Tutto questo mare – 3:51
8. Se avessi altro amore – 3:42
9. Non è peccato (Brano inciso originariamente da Syria nel 2005) – 3:52
10. Fuorimondo Shop – 3:36
11. Alza un po' il volume – 3:23
12. I peccati della luna – 3:56

## Formazione
- Mario Venuti: voce, tastiera, chitarra acustica, chitarra elettrica in "Non è peccato", pianoforte in "Lasciati amare"
- Seba: tastiera, cori, programmazione, chitarra
- Luca Galeano: chitarra elettrica
- Donato Emma: batteria
- Toti Panzanelli: chitarra elettrica in "Conservare in Luogo Fresco"
- Filippo Alessi: percussioni
- Antonio Moscato: basso
- Pierpaolo Latina: tastiera in "Motore di Vita", "Non è peccato", "Alza un po' il volume", "Lasciati Amare", cori
- Luca Scorziello: tamburello, pandeiro, surdo, cuica, fischio, timbau
- Domenico Nocera: timbau, pandeiro
- Peppe Leoni: ganza
- Adriel Valdares: congas
- Totò Scopelliti: surdo
- Giacomo Tantillo: shaker
- Marco Morabito: batteria
- Emiliano Laganà: surdo, shaker
- Pasquale Campolo: rullante
- Muna: shaker
- Claudio Paci: timbau, repinique
- Giovanni Iapichino Iapix: timbau
- Giuseppe La Scala: ganza
- Ercole Cantello: surdo
- Bruno Pugliese: shaker
- Domenico Pizzimenti: rullante
- Giuseppe Stilo: shaker
- Ambrogio Filippo: rullante
- Alberto Verdini: timbau
- Max Pino: shaker
- Domenico Crea: shaker
- Adriano Murania: violino in "Lasciati Amare"
- Gerardo Maida: violoncello in "Lasciati Amare"

## Classifiche
| Classifica (2017) | Posizione |
| ----------------- | --------- |
| Italia            | 36        |